# 纽约公共图书馆
纽约公共图书馆（New York Public Library, NYPL）是美国主要图书馆系统之一，和布魯克林公共圖書館系统、皇后圖書館系统一起组成纽约市的三大公共图书馆系统。
纽约公共图书馆总部的主体建筑位于第五大道，由于藏有《古腾堡圣经》和牛顿的《自然哲学的数学原理》，它被认为是世界著名的图书馆之一。

## 历史

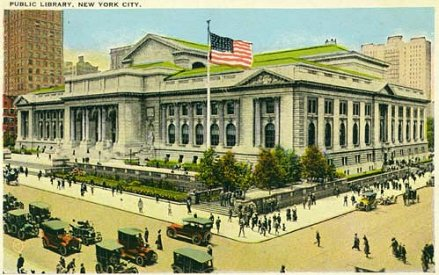
1920年明信片上的图书馆

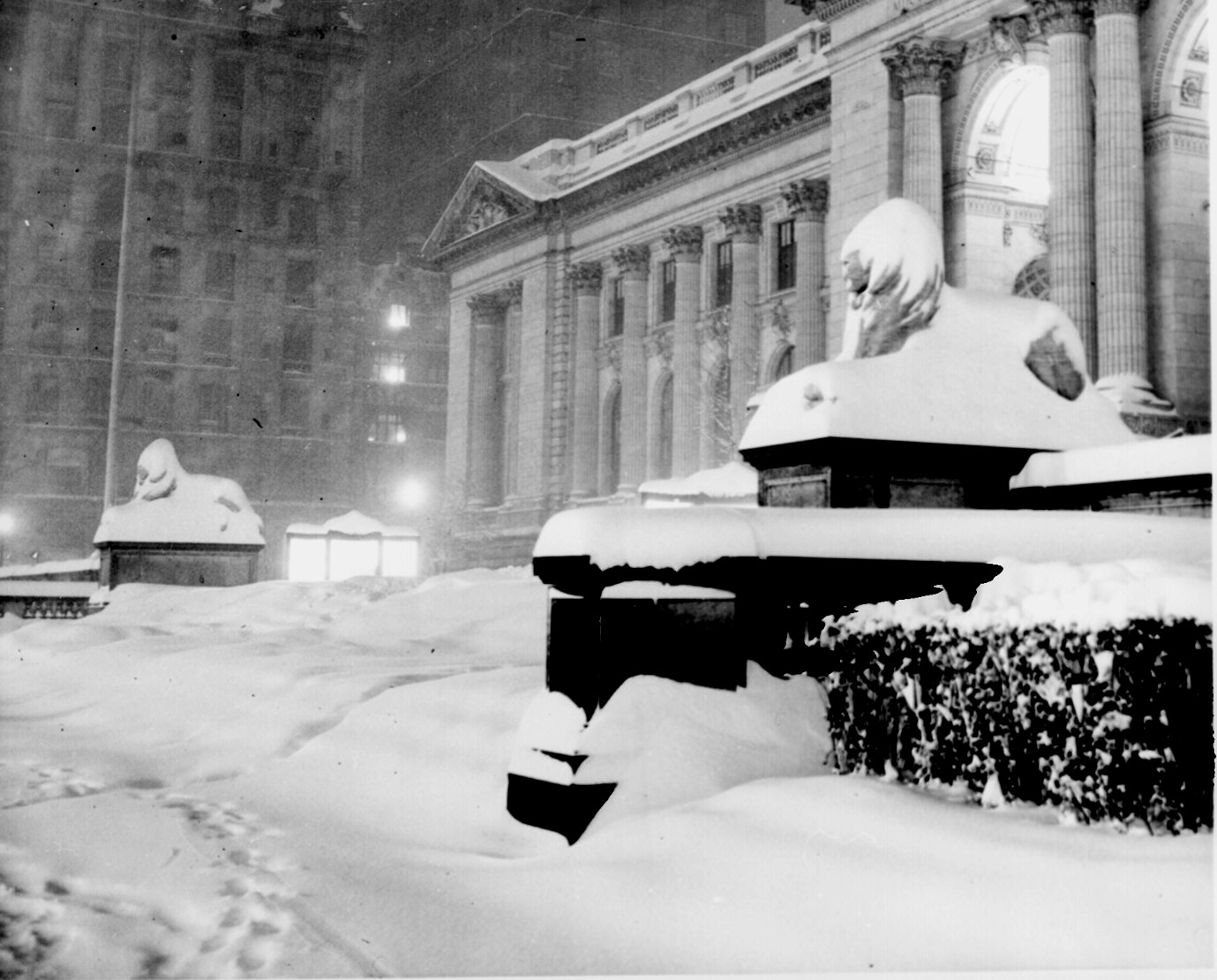
1948年12月大雪下的图书馆

19世纪末，纽约市只有两座对外开放的图书馆：由阿斯特遗赠40万美元建造的阿斯特图书馆，1849年正式开放；由藏书家莱努克斯建造的莱努克斯图书馆，1880年开放。
1886年，蒂尔登遗赠240万美元，遗嘱要求在纽约建造一座图书馆，他的遗嘱执行人比格娄律师建议和阿斯特图书馆、莱努克斯图书馆合并，成立一个“蒂尔登、阿斯特、莱努克斯基金会”，基金会于1895年5月23日成立。1901年卡内基也捐赠了520万美元，并且合并了纽约巡回图书馆。市政府承担了维护和运转费用，因此纽约公共图书馆成为政府和私人慈善机构共同合组的、典型美国方式运营的图书馆。

图书馆主体是科研图书馆，位于曼哈顿第五大道40街和42街之间，1911年5月23日落成，第二天开放，门前有两个石雕卧狮，命名为“阿斯特狮”和“莱努克斯狮”，后来又俗称为“阿斯特先生”和“莱努克斯夫人”（虽然两只都是雄狮）。在大萧条时期，纽约市长拉瓜地亚为了鼓励市民战胜经济危机，将这两座石狮取名为“忍耐”和“坚强”，现在纽约市民只是根据它们的位置俗称左面的（北方）为“上城”（居住区），右面的为“下城”（金融区）。
主要阅览室是315号房间，90.5米长，23.8米宽，高15.8米，四外都是开放式书架，长窗，房顶有大吊灯。室内长型阅览桌和舒服的椅子，桌上有铜台灯。装备有电子计算机可以和因特网联接。所有一切都是免费的，有许多著名作家在这里搜集资料，在大萧条时期，也有许多人在这里进行相当大学教育的自学。 
1980年代，图书馆扩建了12,000平方米藏书面积，是在地下，占据了图书馆西面的伯里扬公园的地下部分，上面仍然是公园。

## 分馆
纽约公共图书馆除了主馆外还有85个分馆，分布在布朗克斯、曼哈顿和史泰登岛三区，分馆主要提供文学作品和基础科研书籍，其中有4个属于特殊科研分馆：人文和社会科学图书馆；表演艺术图书馆（在林肯中心）；黑人文化图书馆（在绍姆贝格中心）；工商科学图书馆。还有三个流动图书馆。
纽约公共图书馆虽然只在三个区设有分馆，但是面向全市所有五区居民提供服务。

## 虚构作品中
许多电影都以纽约公共图书馆做背景，电影、《愛情第二章》（Chapter Two）、《紐約大逃亡》、《新绿野仙踪》，动漫《BANANA FISH》都应用了图书馆的环境。